# Britta Steffen
Pour les articles homonymes, voir Steffen.
Britta Steffen, née le 16 novembre 1983 à Schwedt (Brandebourg), est une nageuse allemande double médaillée d'or aux Jeux olympiques de Pékin et détentrice des records du monde du 100 m nage libre dames depuis le 25 juin 2009 qu'elle améliore 3 fois consécutivement jusqu'au 52 s 07 depuis le 31 juillet 2009, et du 50 m nage libre dames en 23 s 73 depuis le 2 août 2009 lors des Championnats du monde 2009 à Rome en Italie.

## Carrière
Britta Steffen annonce en septembre 2013 la fin de sa carrière.

## Palmarès

### Jeux olympiques
- Jeux olympiques de 2000 à Sydney (Australie) :
  -  Médaille de bronze au titre du relais 4 × 200 m nage libre

- Jeux olympiques de 2008 à Pékin (Chine) :
  -  Médaille d'or du 50 m nage libre
  -  Médaille d'or du 100 m nage libre

### Championnats du monde

#### En grand bassin
- Championnats du monde 2007 à Melbourne (Australie) :
  -  Médaille d'argent au titre du relais 4 × 200 m nage libre
  -  Médaille de bronze du 100 m nage libre

- Championnats du monde 2009 à Rome (Italie) :
  -  Médaille d'or du 50 m nage libre
  -  Médaille d'or du 100 m nage libre
  -  Médaille d'argent au titre du relais 4 × 100 m nage libre
  -  Médaille de bronze au titre du relais 4 × 100 m quatre nages

- Championnats du monde 2011 à Shanghai (Chine) :
  -  Médaille de bronze au titre du relais 4 × 100 m nage libre

#### En petit bassin
- Championnats du monde 2000 à Athènes (Grèce) :
  -  Médaille d'argent au titre du relais 4 × 100 m nage libre
- Championnats du monde 2012 à Istanbul (Turquie) :
  -  Médaille d'or du 100 m nage libre

### Championnats d'Europe

#### En grand bassin
- Championnats d'Europe 2002 à Berlin (Allemagne) :
  -  Médaille d'or au titre du relais 4 × 100 m nage libre

- Championnats d'Europe 2006 à Budapest (Hongrie) : 
  -  Médaille d'or du 50 m nage libre
  -  Médaille d'or du 100 m nage libre
  -  Médaille d'or au titre du relais 4 × 100 m nage libre
  -  Médaille d'or au titre du relais 4 × 200 m nage libre
  -  Médaille d'argent au titre du relais 4 × 100 m 4 nages

- Championnats d'Europe 2012 à Debrecen (Hongrie) :
  -  Médaille d'or du 50 m nage libre
  -  Médaille d'or au titre du relais 4 × 100 m nage libre
  -  Médaille d'or au titre du relais 4 × 100 m 4 nages
  -  Médaille d'argent du 100 m nage libre

#### En petit bassin
- Championnats d'Europe 1999 à Lisbonne (Portugal) : 
  -  Médaille d'argent au titre du relais 4 × 50 m nage libre

- Championnats d'Europe 2000 à Valence (Espagne) : 
  -  Médaille de bronze au titre du relais 4 × 50 m nage libre

- Championnats d'Europe 2003 à Dublin (Irlande) : 
  -  Médaille de bronze au titre du relais 4 × 50 m nage libre

- Championnats d'Europe 2007 à Debrecen (Hongrie) : 
  -  Médaille d'or du 100 m nage libre
  -  Médaille d'or au titre du relais 4 × 50 m quatre nages
  -  Médaille d'argent du 50 m nage libre
  -  Médaille d'argent au titre du relais 4 × 50 m nage libre

- Championnats d'Europe 2010 à Eindhoven (Pays-Bas) : 
  -  Médaille d'argent au titre du relais 4 × 50 m nage libre
  -  Médaille d'argent au titre du relais 4 × 50 m quatre nages
  -  Médaille de bronze du 50 m nage libre
  -  Médaille de bronze du 100 m nage libre

- Championnats d'Europe 2011 à Szczecin (Pologne) :
  -  Médaille d'or du 50 m nage libre
  -  Médaille d'or du 100 m nage libre
  -  Médaille d'or au titre du relais 4 × 50 m nage libre